# Limenitis camilla
La ninfa boscana (Limenitis camilla) es un lepidóptero ropalócero de la familia Nymphalidae.

## Descripción

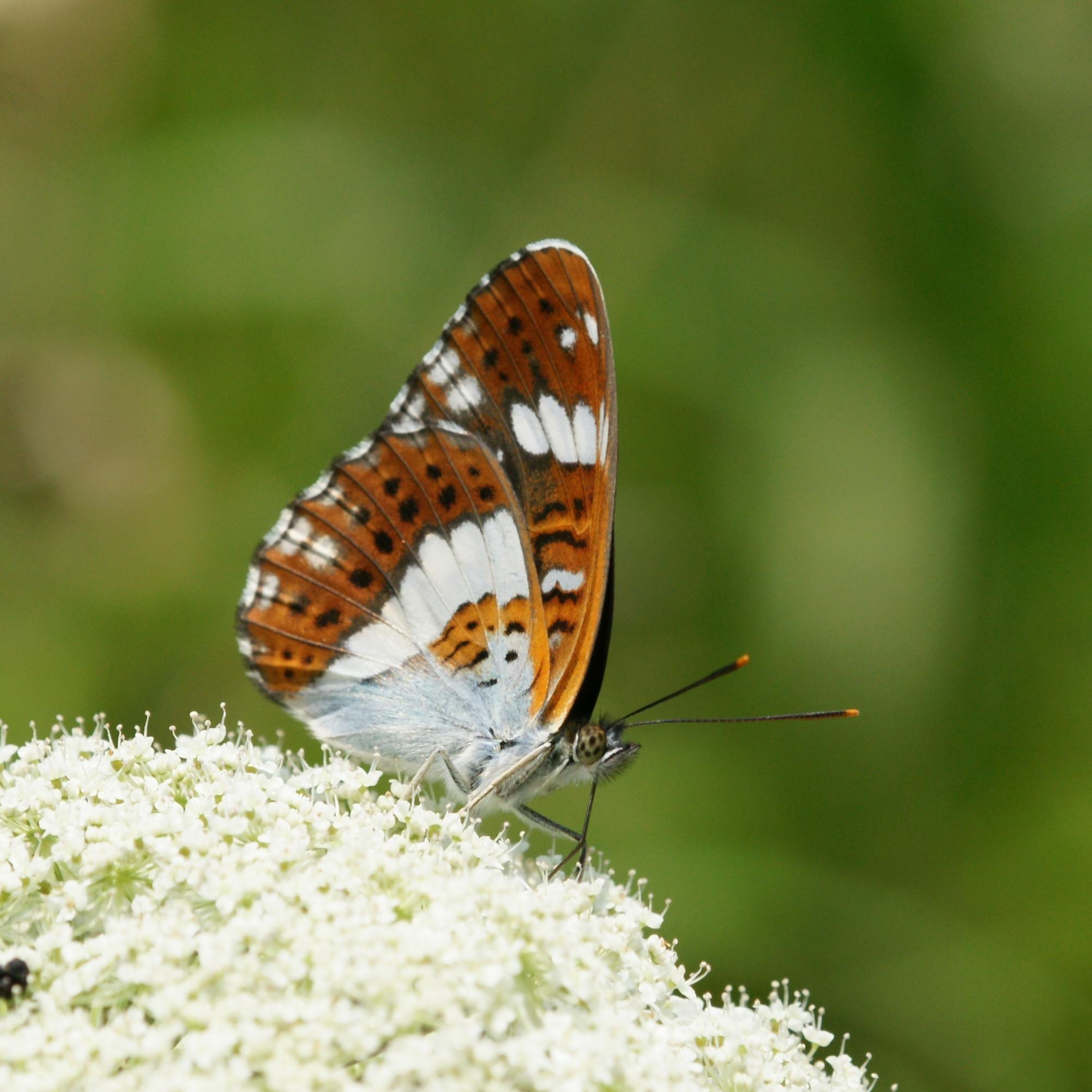
Limenitis camilla

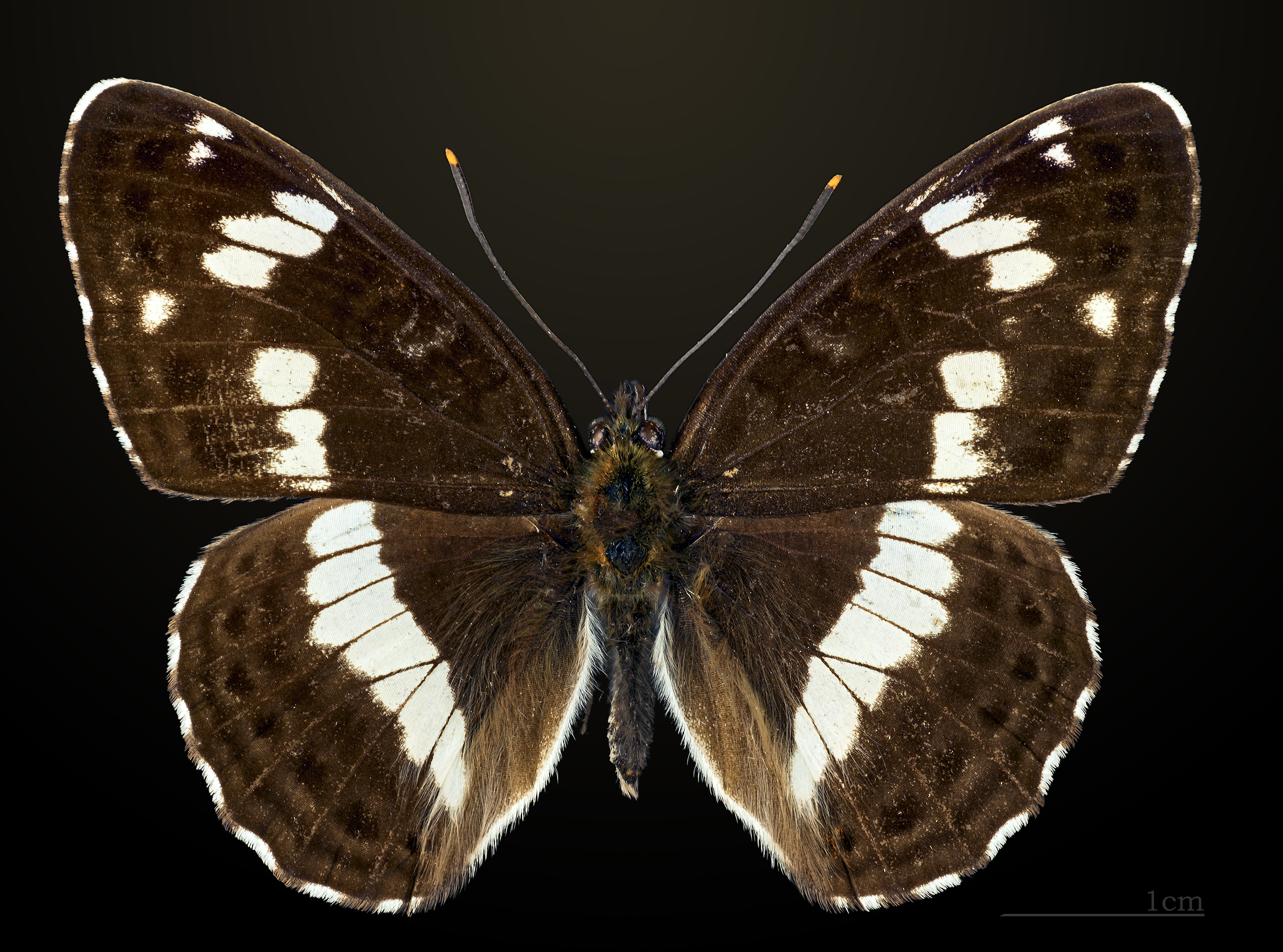
Lado dorsal MNHT
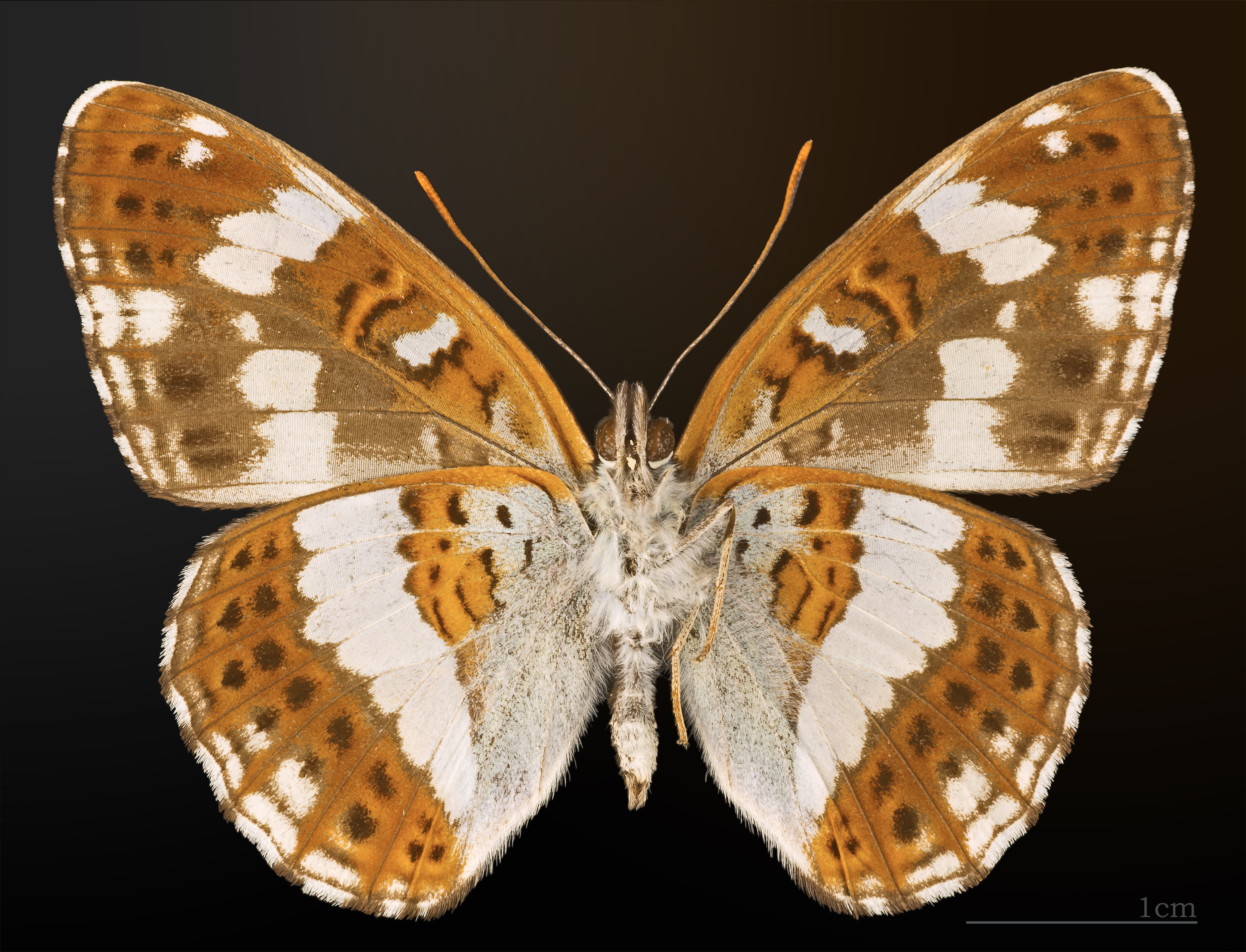
Parte ventral

## Distribución
Se distribuye en el centro de Europa, Turquía, Urales, noroeste del Kazajistán, río Amur, nordeste de China, península de Corea y Japón. En la península ibérica se encuentra en zonas norteñas.

## Hábitat
Claros soleados en grandes bosques caducifolios normalmente húmedos, plantaciones de coníferas con márgenes de bosques caducifolios. La oruga se alimenta de plantas del género Lonicera y de Symphoricarpos racemosa.

## Periodo de vuelo e hibernación
Una generación al año entre medios de junio y medios de agosto. Hiberna como oruga joven, dentro de una hoja fijada con seda al tallo.